# Naturtyp

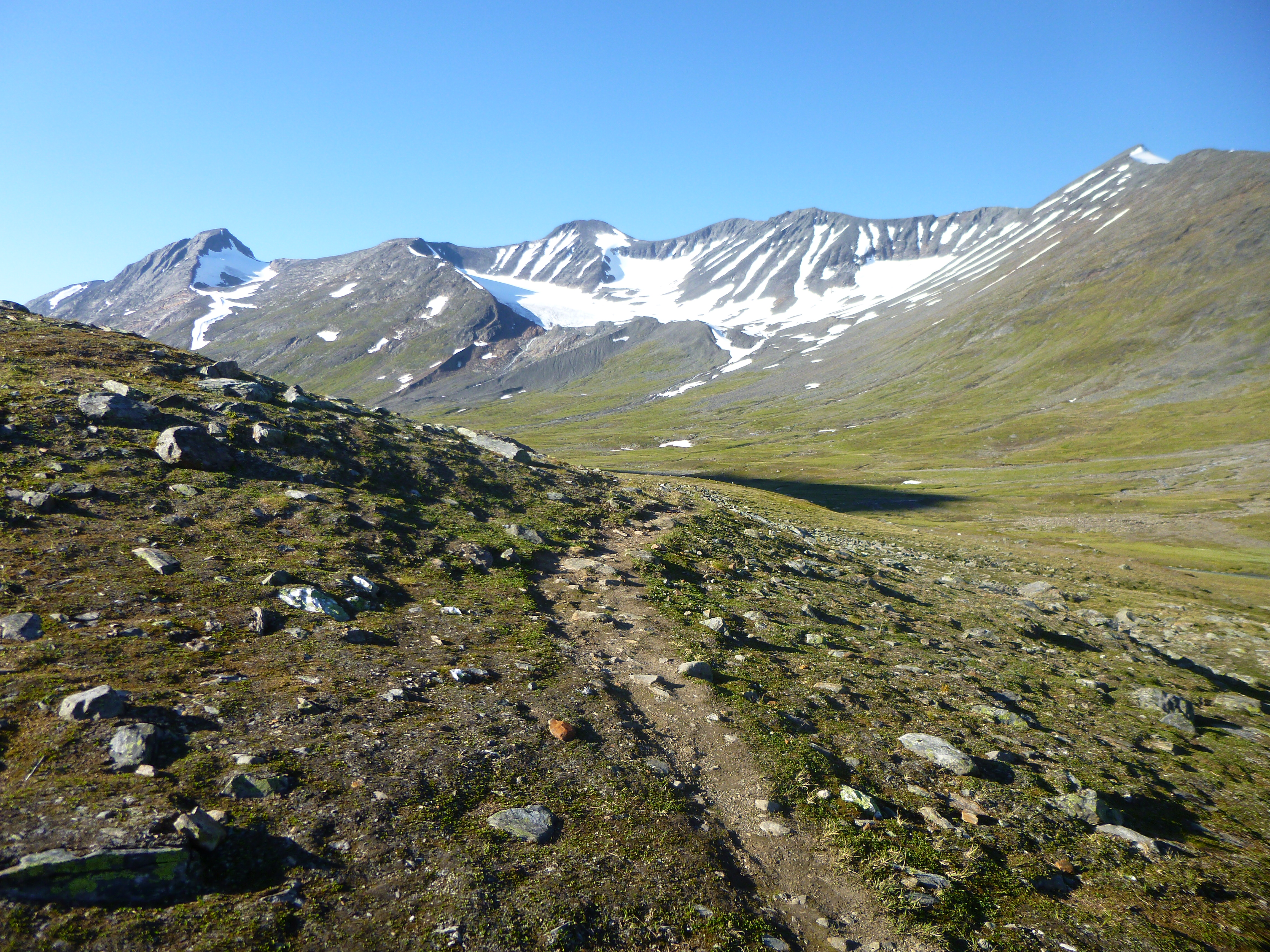
Fjäll är ett exempel på en naturtyp.

Naturtyp är mark- eller vattenområden som skiljer sig från sin omgivning och som består av samma flora och fauna. Vattenområden med olika naturtyp kan avse till exempel hav eller sjö men den kan också begränsas till ett mindre område som sandstrand eller damm. Markområden med olika naturtyp kan avse till exempel savann och regnskog. Antalet naturtyper i Sverige kan variera beroende på vilken detaljnivå man väljer att studera.
Naturtyp används synonymt med ekosystem.

## Biodiversitetskonventionen
I Biodiversitetskonventionen från Rio-konferensen 1992 förpliktigas alla länder att känna till och tillvarata sin biologiska mångfald innanför respektive lands gränser. Kommunerna åläggs att kartlägga sina naturtyper för att ta fram ett säkrare underlag för en bärkraftig markförvaltning. Särskild vikt läggs på att få översikt över naturtyper som innehåller antingen utrotningshotade eller sårbara (rödlistade) arter, som har stor artrikedom eller som är på tillbakagång.

## Exempel på svenska naturtyper
Tabell över vanliga svenska naturtyper.
| Överkategori   | Naturtyp                                      |
| -------------- | --------------------------------------------- |
| Skog           | Lövskog, Barrskog                             |
| Sötvatten      | Bäck, Å och älv, Myr, Vattenhål och damm, Sjö |
| Bebyggelse     | Park och trädgård, Bebyggt område, Inomhus    |
| Öppet landskap | Åkermark, Äng, Hed, Betesmark                 |
| Kust           | Sandstrand, Strandäng, Klippstrand            |
| Hav            | Saltvatten, Bräckt vatten                     |
| Fjällen        | Fjäll                                         |